# 第一卡捷琳尼夫卡
47°41′43″N 30°14′10″E / 47.69528°N 30.23611°E
第一卡捷琳尼夫卡（烏克蘭語：Катеринівка Перша）是位於烏克蘭西南部的村莊，由敖德萨州波季利斯克区的柳巴希夫卡市鎮負責管轄。該村始建於1780年，面積0.91平方公里，海拔高度72米，2001年人口168，人口密度每平方公里184.62人。